# Лексиарх
Лексиа́рх (др.-греч. ληξιαρχής) — в древнегреческом обществе — лицо, ведшее в каждой филе Аттики списки (др.-греч. ληξιαρχικόν) граждан, достигших совершеннолетия и обладавших правом голоса, то есть эфебов.
В обязанности лексиархов входило следить, чтоб на народных собраниях присутствовали только те, кто имел на это законное право, и чтобы обладавшие правом голоса действительно участвовали в голосованиях, выполняя тем самым свой гражданский долг.